# Davies Phiri
Davies Phiri (né le 1er avril 1976 à Mufulira en Zambie) est un joueur de football international zambien, qui évoluait au poste de gardien de but, avant de devenir ensuite entraîneur.

## Biographie

### Carrière de joueur

#### Carrière en sélection
Avec l'équipe de Zambie, il joue 46 matchs (pour aucun but inscrit) entre 1996 et 2003. 
Il figure dans le groupe des sélectionnés lors des Coupes d'Afrique des nations de 1996, de 1998, de 2000 et enfin de 2002. Son équipe se classe troisième de la compétition en 1996.
Il joue également 10 matchs comptant pour les tours préliminaires de la coupe du monde, lors des éditions 1998, 2002 et 2006.